# Comuna Oleksandrivka, Hrebinka
Oleksandrivka (în ucraineană Олександрівка) este o comună în raionul Hrebinka, regiunea Poltava, Ucraina, formată din satele Oleksandrivka (reședința), Osavulșciîna, Pavlivșciîna, Simakî și Vîsoke.

## Demografie
Componența lingvistică a comunei Oleksandrivka
     Ucraineană (98%)
     Rusă (1,53%)
     Alte limbi (0,24%)
Conform recensământului din 2001, majoritatea populației comunei Oleksandrivka era vorbitoare de ucraineană (98%), existând în minoritate și vorbitori de rusă (1,53%).